# 3137 Horky
3137 Horky è un asteroide della fascia principale. Scoperto nel 1982, presenta un'orbita caratterizzata da un semiasse maggiore pari a 2,4025177 UA e da un'eccentricità di 0,1894435, inclinata di 2,46992° rispetto all'eclittica.
L'asteroide è dedicato alla collina dove quale lo scopritore dell'asteroide installò il suo primo telescopio nel 1939.